# Хумбан-нимена
Хумбан-нимена (ассир. Умман-менану) — царь Элама приблизительно в 692—688 годах до н. э. Младший сын Халлутуш-Иншушинака. Царь Ассирии Синаххериб так отзывался о нём в своих анналах: «… не имеющий ни ума, ни благоразумия воссел на трон …».

## Биография
Ещё в 693 году до н. э. при поддержке эламитов на вавилонском престоле утвердился вождь халдейского племени Бит-Даккури Мушезиб-Мардук (ассир. Шузубу-Халдей).
В 691 году до н. э. Синаххериб двинул ассирийскую армию на Вавилон. Вавилоняне запросили помощь у Элама, отдав Хумбан-нимене сокровища вавилонской Эсагилы. Против Ассирии была создана сильная коалиция, куда, кроме Вавилона и Элама, вошли различные халдейские и арамейские племена, Эллипи, Парсуаш (Персида), Аншан (или Анчан) и Пашери (об этом государстве больше ничего не известно). Весной 691 года до н. э., при городе Халуле, около устья Диялы произошло сражение между ассирийцами с одной стороны и войсками союзников с другой. В «Анналах Синаххериба» напыщенно повествуетсят о победе ассирийцев. Много знатных эламитов, в том числе и военачальник эламского царя Хумбан-Ундаш, попали в плен. Всем им перерезали горло. Пленён также был и родной сын Мардук-апла-иддина Набу-шум-ишкун. Мушезиб-Мардук и эламский царь Хумбан-нимена бежали.

«В восьмом моём (то есть Синаххериба) походе, после того как Шузубу взбунтовался, вавилоняне, злобные демоны, ворота города заперли, решилось сердце их на свершение битвы. Шузубу-халдей, ничтожный человечишка, лишенный мужской силы, раб, глядящий в лицо наместнику Лахира, арамей пропащий и беглый, кровопийца, грабитель — к нему-то они собирались, в болота спустились, устроили бунт. Я окружил его со всех сторон и душу его стеснил. Перед лицом страха и голода он убежал в Элам. Поскольку договор и преступление на нем были, из Элама он поспешил и прибыл в Вавилон. Вавилоняне, на беду его, на трон его водворили, вручили ему власть над Шумером и Аккадом. Они открыли сокровищницу Эсагилы золото и серебро бога Бела и богини Царпанит, добро их храмов они вынесли и Умман-менану, царю Элама, не имеющему ни ума, ни благоразумия, принесли подношение: „Собери своё войско, созови свой лагерь, поспеши в Вавилон, встань рядом с нами, надежда наша — поистине ты!“ Он же, эламит, не вспомнил в сердце своём о том, что в прежнем моём походе на Элам я взял и обратил в руины его города. Подношение он принял, собрал своё войско, свой лагерь, колесницы, повозки собрал, коней и мулов запряг в упряжь. (Перечисление многих стран и народов.) Союз великий заключили они с ним, во множестве своём в Аккад они двинулись, к Вавилону пришли, соединились с Шузубу-халдеем, царём Вавилона, и объединили свои войска. Как стая многочисленной саранчи в начале года, все разом для сражения поднялись они на меня. Пыль от ног их, словно грозовая туча в зимние холода, закрывает обширные небеса. Предо мной в городе Халуле, что на берегу Тигра, выстроили они ряды, преградили мне водопой и наточили своё оружие. Я же взмолился к Ашшуру, Сину, Шамашу, Белу, Набу, Нергалу, Иштар Ниневийской, Иштар Арбельской — богам, помощникам моим, — об одолении врагов могучих, и молитву мою тотчас они услышали и пришли ко мне на помощь.
Как лев я взъярился, облачился в доспехи, шлем, украшение битвы, возложил я на главу свою, на мою боевую колесницу высокую, ниспровергающую супостата, в ярости сердца своего я взошёл поспешно. Могучий лук, вручённый мне Ашшуром, в руки мои я схватил, дротик, пресекающий жизни, во длани мои я взял, над всем войском злобного недруга, словно ураган грозно я закричал, словно Адад, я взревел. По велению Ашшура, владыки великого, владыки моего, на фланг и фронт, словно порыв стремительного южного урагана, на врага я обрушился, оружием Ашшура, владыки моего, и яростным натиском я повернул их вспять и обратил в бегство. Вражеское войско стрелами и дротиками я преуменьшил и все тела их пронзал, словно решето. Хумбан-унташа — вельможу царя Элама, многоопытного воина, предводителя войска его, великую его опору, вместе с [прочими] начальниками, у которых на поясах золотые кинжалы и великолепные золотые обручи охватывают запястья их, как связанных жирных быков мгновенно я пронзил, учинил им разгром. Словно жертвенным баранам, перерезал я им горло, дорогие [им] жизни их я обрезал, как нить. Я заставил их кровь течь по обширной земле, словно воды половодья в сезон дождей. Горячие кони упряжки колесницы моей в кровь их погружались, как в реку. Колеса моей боевой колесницы, ниспровергающей скверного и злого, разбрызгивали кровь и нечистоты. Трупами бойцов их словно травой, наполнил я землю. Я отрезал им бороды и тем обесчестил, я отрубил их руки, словно зрелые плоды огурцов, я забрал кольца, великолепные изделия из золота, серебра, что [были] на руках их. Острыми мечами я разрубил их пояса, поясные кинжалы из золота и серебра, что [были] на них, я забрал. Остальных начальников его, вместе с Набу-шум-ишкуном, сыном Мардук-апла-иддина, которые устрашились моего натиска [и] подняли руки, живьём посреди схватки захватили руки мои. Колесницы вместе с лошадьми их, у которых в ходе моего мощного натиска были убиты возничие и те, которые были брошены, все ездили сами по себе.
Я повернул и, пока [прошли] два двойных часа ночи, избиение их остановил. Он же, Умман-менану, царь Элама, вместе с царём Вавилона, предводителями племён Страны Халди, шедшими с ним рядом — страх перед натиском моим напал на них, как наводящий ужас демон. Шатры свои они покинули и ради спасения своих жизней, топтали трупы своих воинов. Как у пойманного птенца голубя, трепетали сердца их. Они испустили горячую мочу, в колесницах своих оставили свой кал. Для преследования их я направил за ними свои колесницы и конницу. Беглецов их, которые ради жизни ушли, там, где настигали, сражали оружием».
В противоположность этому в вавилонской хронике лаконично сообщается, что ассирийцы потерпели поражение. В действительности же, видимо, битва закончилась вничью, но огромные потери вынудили обе стороны временно прекратить военные действия.
В начале апреля 689 года до н. э. Хумбан-нимену хватил апоплексический удар. Вавилонская хроника сообщает: «… его рот стал неподвижен так, что он не мог говорить …» Узнав о том, что эламский царь разбит параличём и не может прийти на помощь своему вавилонскому союзнику, Синаххериб выступил в поход и в декабре захватил Вавилон.
Хумбан-нимена умер в конце февраля 688 года до н. э. в Сузах.
| Новоэламская династия          |                                   |                               |
| Предшественник: Кутир-Наххунте | царь Элама ок. 692 — 688 до н. э. | Преемник: Хумбан-Халташ I     |
| Предшественник: Кутир-Наххунте | царь Элама ок. 692 — 688 до н. э. | Преемник: Шилхак-Иншушинак II |